# Karol Pazúr
Karol Pazúr (26. února 1917 Krompachy – 25. dubna 1976 Banská Bystrica) byl slovenský  masový vrah, válečný zločinec, hlavní iniciátor masakru na Švédských šancích, zpravodajec a voják.

## Život

### Dětství a mládí
Narodil se ve východoslovenském městě Krompachy. Po skončení lidové školy se vyučil knihvazačem a krátce byl bankovním úředníkem.

### Kariéra za druhé světové války
Za druhé světové války se stal členem HSĽS a Hlinkovy gardy, posléze vstoupil do Slovenské rychlé divize, bojující v Sovětském svazu na straně Třetí říše. Když upadl v roce 1943 do zajetí Rudé armády, stal se rychle nadšeným komunistou a nechal se zařadit mezi příslušníky nově vznikajících československých jednotek. Jako důstojník a zpravodajec působil poté u 1. československého armádního sboru po boku Bedřicha Reicina. V prosinci 1944 vstoupil do Komunistické strany Československa.

### Masakr na Švédských šancích
Po rozpuštění 1. československého armádního sboru (25. května 1945) zůstal jako poručík obranného zpravodajství u armády. Zdá se,[zdroj?] že svoji minulost považoval za problém a že se proto maximálně snažil vylepšit své renomé pronásledováním Němců po válce. Vrchol jeho snažení představovala iniciace a organizace masakru na Švédských šancích, v němž bylo zavražděno 267 „Němců“ (byli mezi nimi karpatští Němci i Slováci), v drtivé většině žen, dětí a starců (bylo mezi nimi i několik nemluvňat, která Pazúr všechna osobně zabil). Pozdější vyšetřování neprokázalo, že by povraždění (po smrti navíc okradení o vše, co mělo nějakou cenu) aktivně podporovali nacismus, jak Pazúr tvrdil, pouze několik z nich bylo členy Hlinkovy gardy (což býval ovšem i Pazúr). U třiceti z nich byla zjištěna slovenská národnost, u několika pak dokonce odbojářská minulost.

### Snahy o potrestání
Velitel české vojenské správy v Přerově se jej sice bezprostředně po vykonání masakru pokusil zadržet, ale poté, co se Pazúr prokázal poddůstojníkovi NKVD průkazem OBZ, mohl přesto volně odejít a byl dokonce povýšen. Velitel sovětské posádky v Přerově vydal hned následujícího rána příkaz k jeho zatčení, ale Pazúr už byl v tu dobu mimo jeho jurisdikci. Věc byla vyšetřena, zdokumentována, ale dlouho neřešena. Až v roce 1947 byl po snaze několika mezinárodních organizací zatčen a před vojenským soudem v Bratislavě odsouzen k sedmi a půl roku vězení. Proti rozsudku se odvolal hlavní žalobce Anton Rašla a rovněž on sám. Prohlašoval, že „taková byla doba“, že „jednal z vlastenecké povinnosti“ a že „proces s ním je politický a jeho cílem je poškodit komunistickou stranu“. Na dotaz, proč nechal pobít i ženy a děti, které z žádné spolupráce s nacismem podezřívat ani nemohl, prohlásil, že „nevěděl, co jiného s nimi dělat, když nechal postřílet jejich rodiče“.
Po odvolání jej Vrchní vojenský soud v Praze odsoudil na 20 let vězení, i přes intervence Bedřicha Reicina. Reicin však na svého přítele ani poté nezapomněl a ihned po komunistickém puči v únoru 1948 mu začal zařizovat propuštění. Nejdříve Klement Gottwald snížil na Reicinovo doporučení Pazúrův trest na 10 let, načež následovalo další zkracování a zmírňování trestu. Ve vězení strávil Pazúr nakonec fakticky jen asi rok.

### Po propuštění
Po propuštění působil jako hrdina protinacistického odboje na lukrativních státních postech a obdržel řadu vyznamenání. Jako funkcionář Svazu protifašistických bojovníků se pravidelně účastnil oslav SNP. Rovněž byl agentem Státní bezpečnosti.
Z archivních dokladů plyne, že ještě v roce 1975 žil s určitostí v Československu. Po zbytek života žil v Banské Bystrici, zemřel na cirhózu jater a je pohřben na tamějším evangelickém hřbitově. Existují další teorie o jeho smrti, podle první byl utopen příbuznými svých dřívějších obětí, podle další emigroval pod změněným jménem do USA. Karol Pazúr zemřel 25. dubna 1976, podle slovenského novináře Tomáše Kyseľa se tak stalo až v roce 1979.